# Traktat berliński (1926)
Traktat berliński – podpisany 24 kwietnia 1926 zawarty z pięcioletnią ważnością traktat pomiędzy Niemcami a ZSRR gwarantujący neutralność sygnatariuszy w przypadku niesprowokowanej agresji państwa trzeciego na jedną ze stron traktatu. W razie zawarcia przez państwa trzecie porozumienia w celu ekonomicznego lub finansowego bojkotu jednej ze stron, druga gwarantowała brak przystąpienia do takiego porozumienia. Strony zgadzały się uzgodnić w odpowiednim czasie przed upływem terminu przyszły kształt ich stosunków politycznych.
Traktat podpisano w celu potwierdzenia uzgodnień z Rapallo z 1922 roku w nowej sytuacji powstałej po zbliżeniu Niemiec z państwami zachodnimi, Wielką Brytanią i Francją po podpisaniu traktatu w Locarno w roku 1925.
Sygnatariuszami byli minister spraw zagranicznych Niemiec Gustav Stresemann i ambasador ZSRR w Berlinie Nikołaj Krestinski. Spisano w językach niemieckim i rosyjskim. Wymiana dokumentów ratyfikacyjnych nastąpiła w Berlinie 29 czerwca 1926 r.
Zgodnie z wymogami stawianymi przez Traktat wersalski w art. 18 układ berliński zarejestrowano w Sekretariacie Ligi Narodów 3 sierpnia 1926 r. pod nr 1268.
Pomimo podpisania traktatu wzajemne kontakty niemiecko-radzieckie stawały się coraz chłodniejsze, aż do nowego otwarcia na początku lat 30, gdy rząd Brüninga zdecydował się na przedłużenie ważności traktatu. Protokół o przedłużeniu bez ograniczenia czasowego podpisali 24 czerwca 1931 w Moskwie Krestinski i ambasador Rzeszy Herbert von Dirksen. Począwszy od 30 czerwca 1933 każda ze stron mogła go wypowiedzieć uprzedzając o tym przynajmniej na rok wcześniej. Wymiana ratyfikacji nastąpiła w Moskwie 5 maja 1933, już w epoce III Rzeszy, Sekretariat Ligi Narodów zarejestrował przedłużenie 15 lutego 1935 r. pod nr 3612. Zawarty latem 1939 r. Pakt Ribbentrop-Mołotow w preambule powoływał się na układ z 1926 Nowy pakt miał jednak zasadniczo inną treść, zwłaszcza w art. 2 gwarantującym, iż jeżeli jedna ze stron stanie się przedmiotem działań wojennych trzeciego mocarstwa, druga strona w żaden sposób nie udzieli poparcia trzeciemu mocarstwu, pominięto zastrzeżenie, że napaść nastąpiła by mimo „pokojowego postępowania” strony napadniętej.